# Двин (село)
Двин (арм. Դվին) — село в Араратской области Армении. Основано в 1831 году.

## География
Село расположено в западной части марза, при автодороге , на расстоянии 9 километров к северу от города Арташат, административного центра области. Абсолютная высота — 925 метров над уровнем моря.
Климат
Климат характеризуется как семиаридный (BSk в классификации климатов Кёппена). Среднегодовая температура воздуха составляет 12,2 °C. Средняя температура самого холодного месяца (января) составляет −2,8 °С, самого жаркого месяца (июля) — 25,8 °С. Расчётная многолетняя норма атмосферных осадков — 286 мм. Наибольшее количество осадков выпадает в мае (49 мм).

## Население
| Год переписи | Население          | Население          | Население          | Население            | Население            | Население            |
| Год переписи | Наличное население | Наличное население | Наличное население | Постоянное население | Постоянное население | Постоянное население |
| Год переписи | Всего              | Мужчины            | Женщины            | Всего                | Мужчины              | Женщины              |
| ------------ | ------------------ | ------------------ | ------------------ | -------------------- | -------------------- | -------------------- |
| 2001         | 2815               | 1361               | 1454               | 2997                 | 1472                 | 1525                 |
| 2011         | 2698               | 1313               | 1385               | 2751                 | 1339                 | 1412                 |